# Thomas Norton
Thomas Norton (Londres, 1532 -  Sharpenhoe, Bedfordshire, 10 de março de 1584) foi um político, poeta, alquimista e dramaturgo, mas não (como havia assinalado certa vez) chefe dos interrogadores de Elisabeth I.
Em colaboração com    Thomas Sackville, escreveu a primeira tragédia profana do teatro inglês -  Gorboduc ou Ferrex e Porrex, obra de 1560, concebida no espírito de Sêneca.